# پونی کوچولو: دختران اکواستریا - دوستی فراموش شده
پونی کوچولو : دختران اکواستریا - دوستی فراموش شده یک اپیزود ویژه تلویزیون انیمیشنی یک ساعته از فرنچاینز هازبرو، پونی کوچولو: دختران اکواستریا است. این اپیزود توسط نیک کنفالن نویسندگی و توسط ایشی رادل و کاترینا هندلی کارگردانی شده است، اولین اپیزود یک ساعته دختران اکواستریا است، و قبل از ترن هوایی دوستی (۲۰۱۸) و تعطیلات بهاری (۲۰۱۹) پخش شده است.
اپیزود ویژه در تاریخ ۱۷ فوریه ۲۰۱۸ در خانواده دیسکاوری منتشر شد.

## خلاصه داستان
سانست شیمر کشف می کند که دوستانش خاطرات خوبی که از او دارند پاک شده است؛ او به سرعت به اکواستریا بازگشت که در آن او با مربی سابق خود شاهزاده سلستیا و با کمک شاهزاده توآلایت اسپارکل برای پیدا کردن علت قبل از اینکه خاطرات برای همیشه از ذهنشان پاک شود، پیدا کنند. 

## صداپیشگان
- تارا استرانگ به عنوان توآلایت اسپارکل 
  - ربه‌کا شویکت به عنوان توآلایت اسپارکل (صدای آواز)
- ربکا شویکت به عنوان سانست شیمر
- اشلی بال به عنوان رینبودش و اپل جک
- اندریا لیبمن به عنوان پینکی پای و فلاترشای 
  - شانون چان-کنت به عنوان پینکی پای (صدای آواز)
- تبیثا سن‌ژرمان به عنوان رریتی و پرنسس لونا 
  - کاظومی ایوانز به عنوان رریتی (صدای آواز)
- کتی وسلاک به عنوان اسپایک
- شانون چان کنت به عنوان والفلاور بلش
- کاتلین بر به عنوان تریکسی لونامون
- نیکول آلیور به عنوان شاهزاده سلتیستا

همچنین این اپیزود ویژه با صداپیشگی با جیمز کرک به عنوان میکروچیپس، انگرید نیلسون به عنوان مادپای و اشلی بال به عنوان پرستار ردهارت است. 

## انتشار
دوستی فراموش شده در تاریخ ۱۷ فوریه ۲۰۱۸ در خانواده دیسکاوری پخش شد. ماه بعد، این اپیزود به زمان اصلی ۵۰ دقیقه ای با پنج قسمت در کانال یوتیوب هاسبرو پخش شد . اولین قسمت آن در ۹ مارس ۲۰۱۸ و آخرین قسمت آن در تاریخ ۶ آوریل آپلود شد. 

### قسمت ها
| به طور کلی | عنوان قسمت                    | تاریخ انتشار اصلی | مدت زمان | مدت زمان کلی |
| ---------- | ----------------------------- | ----------------- | -------- | ------------ |
| ۱          | دوستی را به یاد داشته باشید   | ۹ مارس ۲۰۱۸       | ۱۰:۱۶    | ۱۰:۱۶        |
| ۲          | بازگشت به خانه                | ۱۶ مارس ۲۰۱۸      | ۹:۵۷     | ۲۰:۱۳        |
| ۳          | محو شده                       | مارس ۲۳، ۲۰۱۸     | ۹:۲۱     | ۲۹:۳۴        |
| ۴          | پلیس خوب، پلیس بزرگ و قدرتمند | ۳۰ مارس ۲۰۱۸      | ۹:۲۸     | ۳۹:۰۲        |
| ۵          | فراموش نشدنی                  | ۶ آوریل ۲۰۱۸      | ۹:۵۰     | ۴۸:۵۲        |

### رسانه های خانگی و پخش اینترنتی
در ۱ اکتبر سال ۲۰۱۸، در سرویس نت‌فلیکس در ایالات متحده در کنار ترن هوایی دوستی پخش شد. 
این اپیزود همراه با ترن هوایی دوستی و در تاریخ ۱ نوامبر ۲۰۱۸ در انگلستان در دی وی دی منتشر شد. 

## کالا
پرتیدا فین ، کتابی با عنوان "دوستی را به یاد داشته باشید ، در تاریخ ۵ دسامبر ۲۰۱۷ منتشر شد. 